# Josep Serrés i Pascual
Josep Serrés i Pascual   (Móra d'Ebre, 1 de febrer de 1906 - Terrassa, 18 d'octubre de 1984) fou un compositor i músic terrassenc.
Va ser instrumentista de violí i piano. Després de tornar de la guerra, als anys quaranta formà el "Quartet Renaixença" (hi ha hagut altres conjunts homònims) i també tocà el tible, breument, a la cobla "Ciutat de Terrassa". Vinculat a Terrassa, hi dirigí el cor "Els Amics", l'escolania de l'església de la Sagrada Família i fundà la coral "Santa Cecília". Se li atribueixen set sardanes.

## Obres
- Himne de l’Agrupació de Pessebristes de Terrassa (1950), amb lletra de Ramon Alzamora
- Quartet núm. 3
- Quartet en mi bemoll[2]
- Rosari per a 1 v i Ac[7]
- Cançons: Ave Maria, Cançó de la molinera, Cançoneta de maig, Cant de joventut, De l'alba al foscant, Madrigal, Vetllant a la nit (per a tenor i piano); Tres camins, per a soprano i quartet de corda[2]
- Goigs a Sant Eloi (1940, reedicions posteriors), a la Verge de Montserrat (1949), a Sant Agustí (1952, reedicions posteriors), als Sants Eloi i Llorenç (1960)[8]

### Sardanes
- Espigues i roselles (1937)[9]
- Maria Gràcia
- Maria Mercè
- Nuri (1975)
- Primavera
- Rosa
- Santperenca i Terrassenca gentil, ambdues d'autoria dubtosa, potser d'Emili Renalias[1]